# Нугманов, Мурат Кажмуратович
Мурат Кажмуратович Нугманов (род. 08 марта 1967, г. Уральск, КазССР), представитель высшего командования Вооружённых сил Республики Казахстан, полковник, командующий войсками регионального командования «Запад» (2013—2015).

## Биография
Родился 08 марта 1967 года в городе Уральске.
В 1988 году окончил Челябинское высшее танковое командное училище.
Службу начал командиром танкового взвода отдельной гвардейской механизированной бригады отдельного гвардейского армейского корпуса.
В 1988—2005 годах прошёл должности начальника штаба — заместителя командира танкового батальона, заместителя командира гвардейского учебного танкового полка, заместителя командира мотострелковой дивизии.
В 1997 году окончил Военную академию бронетанковых войск.
С мая 2005 по август 2006 года — командир механизированной бригады.
С августа 2006 по август 2007 года — заместитель начальника управления боевой подготовки Департамента оперативного планирования Комитета начальников штабов МО РК.
С августа 2007 по декабрь 2008 года — начальник управления учёта и контроля боевой подготовки Департамента боевой подготовки и службы войск Комитета начальников штабов МО РК.
С декабря 2008 по август 2009 года — заместитель начальника Департамента оперативного планирования Комитета начальников штабов МО РК.
С августа 2009 по август 2011 года слушатель Военной академии Генерального штаба ВС РФ.
В 2011 году Военную академию Генерального штаба Вооружённых Сил Российской Федерации.
С августа 2011 по июль 2012 года — Первый заместитель командующего войсками регионального командования — начальник штаба Управления командующего войсками регионального командования «Астана».
С июля 2012 по июль 2013 года — заместитель главнокомандующего (по боевой подготовке) — начальник главного управления боевой подготовки Управления главнокомандующего Сухопутными войсками ВС РК.
С июля 2013 по октябрь 2015 года — командующий войсками регионального командования «Запад».
С декабря 2015 года — заместитель начальника Национального университета обороны имени Первого президента Республики Казахстан — начальник факультета Генерального штаба.

## Награды
- Юбилейные медали
- Медали за выслугу лет